# ماريا فيرنانديز
ماريا فيرنانديز (بالبرتغالية: Maria Fernandes‏) هي منافسة ألعاب القوى برتغالية، ولدت في 27 أبريل 1969.

## روابط خارجية
- ماريا فيرنانديز على موقع Paralympic.org (الإنجليزية)
- ماريا فيرنانديز على موقع IPC.InfostradaSports.com (مؤرشف) (الإنجليزية)